# 太田切川橋 (上信越自動車道)

太田切川橋（おおたきりがわばし）は、新潟県妙高市大字二俣 - 大字関山の太田切川に架かる上信越自動車道（関越自動車道上越線）の逆ローゼ橋。

## 概要
本橋は妙高高原IC - 中郷IC間に位置し、1期橋は橋長240 m（メートル）、2期橋は橋長259 mを有する。1期橋が上り線、2期橋が下り線として供用されている。共に非対称アーチの逆ローゼ橋が採用されている。

### 1期橋
- 形式 - 鋼上路逆ローゼ橋（補剛桁は4径間連続桁）
- 道路規格 - 第1種第3級B規格
- 設計速度 - 80 km/h（暫定時60 km/h）
- 橋格 - B活荷重
- 橋長 - 240.000 m
  - 支間割 - ( 20.300 m + 33.000 m + 3.500 m + 140.000 m + 3.500 m + 38.300 m )
  - アーチ支間 - 140.000 m
  - アーチライズ - 26.000 m[注釈 1]
- 幅員
  - 総幅員 - 11.400 m
  - 有効幅員 - 10.000 m
- 総鋼重 - 1486 t
- 床版 - 鉄筋コンクリート
- 施工 - 日本鉄塔工業
- 架設工法 - ケーブルエレクション斜吊り工法

火山である妙高山東麓を流れる、高さ最大50 mほどのV字谷をつくる太田切川に架かっている。橋種検討では逆ローゼ橋・トラスドランガー橋・方丈ラーメン橋の中から景観性・経済性に優れる逆ローゼ橋が採用された。太田切川では1914年（大正3年）の土石流を始め、度々土石流が発生していることから、アーチ支間は既往土石流の最高位を基準に決定された。アーチ形式は対称アーチとすると扁平な形状となり、アーチ支点に働く水平力が大きくなることから地形や景観とのバランスを考慮し、非対称アーチとしてスパンライズ比を大きくした。塗装は環境への配慮から緑色が採用された。主桁の架設はケーブルエレクション斜吊り工法により、1995年（平成7年）11月にアーチリブの架設を終えた後、豪雪地帯であることから冬季の休工を挟み、1996年（平成8年）6月に補剛桁の架設を完了し、同年10月に竣工した。

### 2期橋
- 形式 - 鋼上路ローゼ橋（補剛桁は3径間連続桁）
- 道路規格 - 第1種第3級B規格
- 設計速度 - 80 km/h
- 活荷重 - B活荷重
- 橋長 - 259.000 m
  - 支間割 - ( 55.000 m + 167.000 m + 35.000 m )
  - アーチ支間 - 167.000 m
- 幅員
  - 総幅員 - 10.030 m
  - 有効幅員 - 9.410 m
- 橋台 - 逆T式橋台（直接基礎[注釈 2]・杭基礎[注釈 3]）
- 総鋼重 - 2121
- 床版 - プレストレスト・コンクリート
- 設計 - パシフィックコンサルタンツ
- 施工 - 清水建設（下部工）・JFEエンジニアリング（上部工）
- 架設工法 - ケーブルエレクション斜吊り工法（主径間）・多軸台車一括横取り架設工法（側径間）

2期橋においてはPC3径間連続箱桁橋との比較検討したところ、中央側支間比が0.2となり極めて短くなることから経済的にもローゼ橋が有利となった。耐震性の観点から1期橋との衝突を回避するために隔離を確保したことやケーブルクレーンからの着雪がおこらず冬季にも架設可能なケーブルエレクション工法の採用が可能なこともローゼ橋の採用に働いた。本橋は国道18号から妙高山を望む方向に位置するため、A-A1アーチ部の曲線・鉛直材配置を1期橋に揃えた。
鋼ローゼ橋であるが、非対称アーチであり応力がA-A2橋台に集中するため固定アーチと座屈拘束ブレースを採用し、耐震性の向上を図った。1期橋施工時には架橋地点直下まで侵入することができたが、太田切川に砂防堰堤が竣工したため2期橋施工時には下流側からのアクセスが不可能になった。このため両側橋台から側径間架設にも利用できる仮桟橋を採用した。
下部工施工は大型の転石や火砕流堆積物、大量の地下水のため工期が伸び降雪期の施工を要した。上部工架設は4車線化開通にあたり、本橋が開通時期の制約となることから2019年（令和元年）7月末までの完工が求められたが下部工遅延のため工期短縮が求められた。側径間架設では当初予定した仮桟橋でのクローラークレーンベント工法から、多軸台車一括横取り架設工法への架設へ切り替えて工期を大幅に短縮した。中央径間の架設は架設用ケーブルと斜吊りケーブルの共用鉄塔とし、ヤードをA2橋台背面からA2側の側径間上に変更することで鉄塔高さを低くすることができた。
架設時には付近の東側の地下を国際石油開発帝石の天然ガスパイプラインが通り、上空には東北電力ネットワークの高圧線が通り、西側は供用中の1期橋があることから狭小な作業ヤードとなり、安全対策への配慮も重要となった。事前にパイプラインの位置調査を実施し、調節を図った。また、側径間架設時から両側にレーザーヤードを稼働させてヤード外へのクレーン・資材が範囲に留まるようにした。鉄塔倒壊を防ぐため、下部工とワイヤーで連結し、傾きや張力の常時監視を実施した。
床版架設は桟橋上から架設可能な範囲でプレキャストPC床版を採用し、降雪期直前の期間を有効活用した。中央径間は場所打ちPC床版とし、無事に2019年（令和元年）7月末に舗装工への引き渡しがされ、11月に竣工することができた。

## 歴史
上信越自動車道の信濃町IC - 中郷IC間は1986年（昭和61年）1月に整備計画が決定し、1988年（昭和63年）9月に施工命令が出された。太田切川橋は上り側を1期線として1996年（平成8年）10月に竣工し、本橋を含む信州中野IC - 中郷IC間が1997年（平成9年）10月16日に暫定2車線で供用した。その後、交通渋滞の緩和および冬季の円滑交通確保を目的に4車線化への事業計画変更が2012年（平成24年）4月に実施され、事業化された。
2期橋は基礎設計を2009年（平成21年）10月から2010年（平成22年）9月にかけて実施し、下部工を2015年（平成27年）9月 - 2018年（平成30年）2月、上部工を2017年（平成29年）6月 - 2019年（令和元年）10月の工期で施工された。当該区間の4車線化は2019年（令和元年）12月5日に供用され、2期線が供用されるとともに、上信越自動車道が全線4車線化された。
2020年（令和2年）に1月末から2月末までの期間限定で上信越自動車道全通20周年・4車線化を記念して、本橋を含む6橋の上信越道はしカードがNEXCO東日本により配布された。